# 永野雄大
永野 雄大（ながの ゆうだい、1998年1月22日 - ）は、福岡県飯塚市出身のサッカー選手。九州サッカーリーグ・ヴェロスクロノス都農所属。ポジションはミッドフィールダー。

## 来歴
2010年、ギラヴァンツ北九州がJ2加盟しU-15を創設した際に1期生として加入し、そのままU-18まで所属。チームでも1番を争う技術の持ち主で正確なプレーができ、得点にも絡める選手だったこともあり、2014年、高校2年生の時に、第69回国民体育大会福岡県代表としてサッカー少年の部に出場。2試合に先発し1得点を挙げたが、当時は身体の大きさやプレースピード、判断スピードが足りなかったと判断され、トップチームへの昇格が見送られた。
その後、クラブ強化担当の勧めもあり阪南大学へ進学。下級生の間はチーム事情のため、GKとCBを除く全ポジションでプレーし、最終学年は中盤の主軸として期待されながらも足首の怪我に苦しんだが、夏以降はボランチとして水準の高いプレーを披露した。
2020年シーズンよりユース時代を過ごしたギラヴァンツ北九州に加入。同年は交代出場が主ながら13試合に出場した。2023年シーズンオフに契約満了となった。同年12月13日、Jリーグ合同トライアウトに出場した。
2024年1月15日にヴェロスクロノス都農への加入が発表された。

## 所属クラブ
- 鯰田FC
- ギラヴァンツ北九州U-15
- ギラヴァンツ北九州U-18
- 阪南大学
- 2020年 - 2023年  ギラヴァンツ北九州
- 2024年 -  ヴェロスクロノス都農

## 個人成績
| 国内大会個人成績 | 国内大会個人成績 | 国内大会個人成績 | 国内大会個人成績 | 国内大会個人成績 | 国内大会個人成績 | 国内大会個人成績 | 国内大会個人成績 | 国内大会個人成績 | 国内大会個人成績 | 国内大会個人成績 | 国内大会個人成績 |
| 年度             | クラブ           | 背番号           | リーグ           | リーグ戦         | リーグ戦         | リーグ杯         | リーグ杯         | オープン杯       | オープン杯       | 期間通算         | 期間通算         |
| 年度             | クラブ           | 背番号           | リーグ           | 出場             | 得点             | 出場             | 得点             | 出場             | 得点             | 出場             | 得点             |
| 日本             | 日本             | 日本             | 日本             | リーグ戦         | リーグ戦         | リーグ杯         | リーグ杯         | 天皇杯           | 天皇杯           | 期間通算         | 期間通算         |
| ---------------- | ---------------- | ---------------- | ---------------- | ---------------- | ---------------- | ---------------- | ---------------- | ---------------- | ---------------- | ---------------- | ---------------- |
| 2020             | 北九州           | 19               | J2               | 13               | 0                | -                | -                | -                | -                | 13               | 0                |
| 2021             | 北九州           | 11               | J2               | 28               | 0                | -                | -                | 1                | 0                | 29               | 0                |
| 2022             | 北九州           | 11               | J3               | 19               | 0                | -                | -                | 0                | 0                | 19               | 0                |
| 2023             | 北九州           | 11               | J3               | 28               | 0                | -                | -                | 1                | 0                | 29               | 0                |
| 通算             | 日本             | 日本             | J2               | 41               | 0                | -                | -                | 1                | 0                | 42               | 0                |
| 通算             | 日本             | 日本             | J3               | 47               | 0                | -                | -                | 1                | 0                | 48               | 0                |
| 総通算           | 総通算           | 総通算           | 総通算           | 88               | 0                | -                | -                | 2                | 0                | 90               | 0                |

- Jリーグ初出場 - 2020年7月10日 J2第4節 ファジアーノ岡山戦（シティライトスタジアム）